# لودگر پیستور
لودگر پیستور (آلمانی: Ludger Pistor؛ زادهٔ ۱۶ مارس ۱۹۵۹) بازیگر اهل آلمان است.
از فیلم‌ها یا برنامه‌های تلویزیونی که وی در آن نقش داشته است، می‌توان به کازینو رویال، نام گل سرخ، پرنسس و سلحشور، بدو لولا بدو، مرگ کسب‌وکار من است عزیزم، زن طلایی‌پوش، حرامزاده‌های لعنتی، مردان ایکس: کلاس اول و روز سنت جرج اشاره کرد.